# سيدي علي بو حزام (آيت باعمران)
سيدي علي بو حزام هو دُوَّار يقع بجماعة أولاد عامر تزمرين، إقليم الرحامنة، جهة مراكش آسفي في المملكة المغربية. ينتمي الدوّار لمشيخة آيت باعمران التي تضم دوارين. يقدر عدد سكانه بـ 133 نسمة حسب الإحصاء الرسمي للسكان والسكنى لسنة 2004.

## روابط خارجية
- البوابة الوطنية للجماعات الترابية نسخة محفوظة 12 مارس 2018 على موقع واي باك مشين.
- المندوبية السامية للتخطيط